# Intégrale de Sievert
En analyse, l'intégrale de Sievert, nommée d'après le physicien suédois Rolf Sievert, ou fonction sécante intégrale, est une fonction spéciale couramment rencontrée dans les calculs de transfert radiatif.
Il joue un rôle dans la définition de l'unité sievert (symbole : Sv) de dose de rayonnement ionisant dans le Système international d'unités (SI).

## Définition
L'intégrale de Sievert est définie comme suit :
{\displaystyle \forall x\geqslant 0,\ \forall \Theta \in \left[0,{\tfrac {\pi }{2}}\right[,\quad F(x,\Theta )=\int _{0}^{\Theta }{\mathrm {e} ^{-x\sec(\theta )}}\,\mathrm {d} {\theta }.}

## Propriétés
Liens avec d'autres fonctions spéciales
L'intégrale de Sievert est la fonction de Bickley-Naylor d'ordre 1 :
{\displaystyle \int _{0}^{\frac {\pi }{2}}{\mathrm {e} ^{-x\sec(\theta )}}\,\mathrm {d} {\theta }=\operatorname {Ki} _{1}(x)=\int _{x}^{+\infty }K_{0}(t)\,\mathrm {d} t.}
On peut développer l'intégrale de Sievert en fonction des exponentielles intégrales :
{\displaystyle \int _{0}^{\Theta }{\mathrm {e} ^{-x\sec(\theta )}}\,\mathrm {d} {\theta }=\int _{0}^{\frac {\pi }{2}}{\mathrm {e} ^{-x\sec(\theta )}}\,\mathrm {d} {\theta }-\sum _{n=0}^{+\infty }{\frac {1}{4^{n}}}{\binom {2n}{n}}\cos ^{2n+1}(\Theta )\mathrm {E} _{2n+2}(x\sec(\Theta )).}
Équivalents
{\displaystyle \int _{0}^{\Theta }{\mathrm {e} ^{-x\sec(\theta )}}\,\mathrm {d} {\theta }\ {\underset {\overset {x\longrightarrow +\infty }{}}{\sim }}\ {\sqrt {\frac {\pi }{2x}}}\mathrm {e} ^{-x}\mathrm {erf} \left({\sqrt {\frac {\pi }{2}}}\Theta \right).}

## Applications
L'intégrale de Sievert apparaît notamment dans la détermination de la dose de rayonnement des sources linéaires placées en interstitiel et en intracavitaculaire interstitielle et intracavitaire pendant la radiothérapie pour certains types de tumeurs malignes ; et les calculs de blindage utilisés pour la conception des réacteurs nucléaires et des fûts d'expédition ou de stockage. L'intégrale de Sievert intervient principalement dans le calcul du flux résiduel de photons pour les configurations contenant une source linéaire.